# John B. Anderson
John Bayard Anderson (Rockford, 15 de fevereiro de 1922 – Washington, D.C., 3 de dezembro de 2017) foi um político e advogado norte-americano que foi representante (deputado) no Congresso dos Estados Unidos da América e Candidato independente na eleição presidencial de 1980.
A sua família é de imigrantes provenientes da Suécia. Estudou na Universidade de Illinois mas interrompeu os estudos em 1943 quando se alistou no Exército dos Estados Unidos para lutar na Segunda Guerra Mundial. Serviu com a patente de sargento na artilharia até ao final da guerra.
Graduou-se como advogado na Universidade de Illinois em 1946.
Nas eleições de 1960 foi candidato pelo Partido Republicano ao cargo de representante pelo 16º Distrito do Illinois à Câmara dos Representantes; Anderson venceu e a partir de Janeiro de 1961 esteve no Congresso.
Anderson apresentou uma pré-candidatura para competir internamente pela candidatura presidencial oficial do Partido Republicano; mas nas eleições primárias internas da maioria dos Estados foi derrotado com relativa facilidade pelo líder dos conservadores, que era Ronald Reagan, e pelo mais moderado George H. W. Bush. No final Reagan era o candidato oficial dos Republicanos.
Anderson não se conformou com a sua derrota e renunciou à militância no partido para ser candidato presidencial independente; a sua candidatura arrastou o apoio de muitos dos republicanos liberais descontentes com a viragem à direita que Reagan deu ao partido.
Anderson teve apoio de proeminentes intelectuais de esquerda como Gore Vidal e de alguns meios de comunicação que também se inclinavam para o centro-esquerda; e numa tentativa para atrair os votantes do Partido Democrata (rival tradicional dos Republicanos) tinha como running mate um dirigente Democrata que tinha sido Governador do Wisconsin.
Chegou a atingir nas sondagens 30% de intenção de voto, mas depois perdeu apoio popular. O apoio dos desertores republicanos liberais não era suficiente.
No final Anderson ficou em terceiro lugar na eleição presidencial de 1980 com 5.719.850 votos populares, equivalentes a 6,61% do total dos sufrágios; um resultado respeitável para um terceiro candidato.
Desde aí o seu percurso tem vindo a orientar-se mais para a esquerda política, tendo mesmo chegado a apoiar Ralph Nader na eleição presidencial de 2000.